# Aladin Sky Atlas
Aladin Sky Atlas é um software interativo de visualização de objetos astronômicos a partir de um banco de dados astronômico, com acesso à database SIMBAD, o catálogo astronômico VizieR ou outras fontes.
Criado 1999, desenvolvido e mantido pelo Centro de Dados Astronômicos de Estrasburgo (CDS, sigla em francês), o Aladin se tornou um observatório virtual muito usado, capaz de explorar dados de múltiplos comprimentos de onda simultaneamente, focalizando pontos de interesse com facilidade, além de permitir a fácil comparação de dados heterogêneos. Aladin foi programado em Java, o que lhe confere muita portabilidade. O Aladin está agregado à distribuição do Ubuntu brasileira.
O Aladin está disponível em forma de applet para ser usado num navegador compatível com Java em qualquer sistema operacional ou como um programa para ser executado a partir da plataforma Java nos sistemas operacionais compatíveis.